# Funzione translogaritmica
La translogaritmica (in inglese translog), che sta per logaritmica trascendente (transcendental logarithmic), è una particolare classe di funzioni, originariamente utilizzata da Berndt e Christensen (1973), che trova utilizzo in economia ed econometria come specificazione flessibile delle funzioni di utilità, produzione e costo.
La forma generale di una funzione translogaritmica è:
{\displaystyle \ \ln y=\beta _{0}+\sum _{i=1}^{N}\beta _{i}\ln x_{i}+{\frac {1}{2}}\sum _{i=1}^{N}\sum _{j=1}^{N}\gamma _{ij}\ln x_{i}\ln x_{j}} (1)
Tale classe di funzioni è detta flessibile perché permette l'analisi degli effetti che, dipendendo dalle derivate seconde, come le elasticità di sostituzione, vengono solitamente assunti dati e costanti nelle forme funzionali "classiche" quali la Cobb-Douglas e la CES.
La translogaritmica può essere vista anche come sviluppo in serie di Taylor al secondo ordine di una generica funzione:
{\displaystyle \ y=f(\mathbf {x} )}
Infatti, trasformando in logaritmi otteniamo:
{\displaystyle \ \ln y=\ln f(x_{1},x_{2},\ldots ,x_{n})=g(x_{1},x_{2},\ldots ,x_{n})}
Ed esprimendo tutto in funzione dei logaritmi:
{\displaystyle \ \ln y=g(x_{1},x_{2},\ldots ,x_{n})=h(\ln x_{1},\ln x_{2},\ldots ,\ln x_{n})}
Sviluppando la funzione in serie di Taylor al secondo ordine attorno al punto {\displaystyle \ \mathbf {x} =[1,1,\ldots ,1]} si ha:
{\displaystyle \ \ln y=h(\mathbf {0} )+\sum _{i=1}^{N}h_{i}(\mathbf {0} )\ln x_{i}+{\frac {1}{2}}\sum _{i=1}^{N}\sum _{j=1}^{N}h_{ij}(\mathbf {0} )\ln x_{i}\ln x_{j}+\varepsilon }
dove:
{\displaystyle h_{i}(\mathbf {0} )=\left.{\frac {\partial h(\ln x_{1},\ln x_{2},\ldots ,\ln x_{n})}{\partial \ln x_{i}}}\right|_{\ln \mathbf {x} =\mathbf {0} }}
{\displaystyle h_{ij}(\mathbf {0} )=\left.{\frac {\partial ^{2}h(\ln x_{1},\ln x_{2},\ldots ,\ln x_{n})}{\partial \ln x_{i}\partial \ln x_{j}}}\right|_{\ln \mathbf {x} =\mathbf {0} }}
Poiché sia la funzione che le sue derivate, prime e seconde, valutate in uno stesso punto sono costanti, possiamo interpretarle come coefficienti e derivare la formulazione (1).

## La Cobb-Douglas come caso particolare della translogaritmica
Nel caso in cui {\displaystyle \ \gamma _{ij}=0} (con i,j = 1,2,...,N) la translogaritmica diventa:
{\displaystyle \ \ln y=\beta _{0}+\sum _{i=1}^{N}\beta _{i}\ln x_{i}}
da cui:
{\displaystyle \ y=A\prod _{i=1}^{N}x_{i}^{\beta _{i}}}
che è la forma generale di una Cobb-Douglas.